# Eupyra ducalis
Eupyra ducalis là một loài bướm đêm thuộc phân họ Arctiinae, họ Erebidae.